# Grey’s Anatomy/Staffel 4
Die vierte Staffel der US-amerikanischen Krankenhaus-Serie Grey’s Anatomy wurde vom 27. September 2007 bis zum 22. Mai 2008 auf dem US-amerikanischen Sender ABC gesendet. Die deutschsprachige Erstausstrahlung erfolgte vom 13. Februar bis zum 1. Oktober 2008 beim Sender SF zwei. Die deutsche Erstausstrahlung erfolgte später bei ProSieben.

## Darsteller

### Besetzung
Die Besetzung von Grey’s Anatomy trat in der vierten Staffel folgendermaßen in Erscheinung:
| Rollenname          | Schauspieler        | Folgen               | Anzahl    | Synchronsprecher         |
| ------------------- | ------------------- | -------------------- | --------- | ------------------------ |
| Dr. Meredith Grey   | Ellen Pompeo        | 1–17                 | 17 Folgen | Ulrike Stürzbecher       |
| Dr. Cristina Yang   | Sandra Oh           | 1–17                 | 17 Folgen | Christin Marquitan       |
| Dr. George O’Malley | T. R. Knight        | 1–17                 | 17 Folgen | Nico Mamone              |
| Dr. Izzie Stevens   | Katherine Heigl     | 1–17                 | 17 Folgen | Antje von der Ahe        |
| Dr. Derek Shepherd  | Patrick Dempsey     | 1–17                 | 17 Folgen | Boris Tessmann           |
| Dr. Alex Karev      | Justin Chambers     | 1–17                 | 17 Folgen | Dennis Schmidt-Foß       |
| Dr. Richard Webber  | James Pickens Jr.   | 1–17                 | 17 Folgen | Roland Hemmo             |
| Dr. Miranda Bailey  | Chandra Wilson      | 1–17                 | 17 Folgen | Anke Reitzenstein        |
| Dr. Callie Torres   | Sara Ramírez        | 1–17                 | 17 Folgen | Ghadah Al-Akel           |
| Dr. Mark Sloan      | Eric Dane           | 1–17                 | 17 Folgen | Matthias Hinze           |
| Dr. Lexie Grey      | Chyler Leigh        | 1–17                 | 17 Folgen | Marie Bierstedt          |
| Dr. Erica Hahn      | Brooke Smith        | 5–17                 | 13 Folgen | Almut Zydra              |
| Rose                | Lauren Stamile      | 8–17                 | 10 Folgen | Dascha Lehmann           |
| Steve Mostow        | Mark Saul           | 1–4, 7–10            | 8 Folgen  |                          |
| Lucy                | Joy Osmanski        | 1, 3–4, 9–10, 13, 16 | 7 Folgen  |                          |
| Pierce              | Joseph Williamson   | 1–3, 8–10, 14        | 7 Folgen  |                          |
| Rebecca Pope        | Elizabeth Reaser    | 5, 9–10, 13, 15–17   | 7 Folgen  | Melanie Pukaß            |
| Megan Mostow        | Molly Kidder        | 1, 3–4, 8, 13, 16    | 6 Folgen  |                          |
| Laura               | Candice Adia        | 1–3, 9–10, 14        | 6 Folgen  | Victoria Sturm           |
| Tuck Bailey         | N. N.               | 9, 11–12, 14–15, 17  | 6 Folgen  |                          |
| Dr. Katherine Wyatt | Amy Madigan         | 12–17                | 6 Folgen  | Kerstin Sanders-Dornseif |
| Dani Mandvi         | Amrapali Ambegaokar | 1–3, 7–8             | 5 Folgen  |                          |
| Claire              | Tymberlee Hill      | 1, 3–4, 13           | 4 Folgen  |                          |
| Graciella Guzman    | Gloria Garayua      | 1, 3–4, 13           | 4 Folgen  | Julia Ziffer             |
| Leo                 | Winston Story       | 1, 3–4, 13           | 4 Folgen  |                          |
| Tyler Christian     | Moe Irvin           | 2–3, 10, 14          | 4 Folgen  | Assad Schwarz            |
| Tucker Jones        | Cress Wiliams       | 9–11, 15             | 4 Folgen  | Thomas Petruo            |
| Adele Webber        | Loretta Devine      | 4, 14, 17            | 3 Folgen  | Philine Peters-Arnolds   |
| Dr. Sydney Heron    | Kali Rocha          | 5, 8                 | 2 Folgen  |                          |
| Thatcher Grey       | Jeff Perry          | 7–8                  | 2 Folgen  | Hans Hohlbein            |
| Elizabeth Archer    | Glenne Headly       | 11                   | 1 Folge   | Anita Lochner            |

Jane Burke, gespielt von Diahann Carroll, hat in einer Folge einen Gastauftritt. Sie hatte in Staffel 3 eine feste Nebenrolle. Außerdem sieht man Olivia Harper, gespielt von Sarah Utterback, in dieser Staffel nur in einer Szene, nachdem sie in den vergangenen Staffeln öfter aufgetaucht war. Georges Mutter Louise O’Malley ist ebenfalls in einer Folge zu sehen. Auch Dr. Addison Montgomery, gespielt von Kate Walsh, hat einen Gastauftritt, mehr dazu im gesonderten Artikel.

## Episoden

### Zusammenfassung
| Nr. (ges.) | Nr. (St.) | Deutscher Titel            | Originaltitel                          | Erstausstrahlung USA | Deutschsprachige Erstausstrahlung (CH) | Regie               | Drehbuch                      |
| --- | --------- | -------------------------- | -------------------------------------- | -------------------- | -------------------------------------- | ------------------- | ----------------------------- |
| 62 | 1         | Bambi                      | A Change Is Gonna Come                 | 27. Sep. 2007        | 13. Feb. 2008                          | Rob Corn            | Shonda Rhimes                 |
| Seit Cristinas geplatzter Hochzeit sind 17 Tage vergangen. Meredith, Izzie, Cristina und Alex starten in ihr zweites Jahr im Krankenhaus und bilden nun selbst Assistenzärzte aus. Izzie muss bei ihren Zöglingen um Anerkennung kämpfen, da diese von ihrer Denny-Vergangenheit erfahren haben. Cristina hat in ihrer Gruppe Lexie Grey, die Halbschwester von Meredith, mit der Meredith nichts zu tun haben will. Meredith hat in ihrer Gruppe u. a. George, der sich durchgerungen hat, das erste Jahr doch noch einmal zu wiederholen. Meredith und Derek trennen sich endgültig, haben aber noch einmal Sex. Cristina erfährt von Derek, dass Preston gekündigt hat und nicht mehr zurückkommen wird. George meidet Izzie zunächst, gesteht ihr dann aber seine Liebe. Lexie und George freunden sich an. Mark kämpft um Dereks Freundschaft. Miranda ist sauer auf Richard, dass Callie und nicht sie Stationsärztin geworden ist. Callie ist mit dem neuen Job überfordert. |           |                            |                                        |                      |                                        |                     |                               |
| 63 | 2         | Abhängig                   | Love/Addiction                         | 27. Sep. 2007        | 13. Feb. 2008                          | James Frawley       | Debora Kahn                   |
| Meredith lehnt immer noch jeglichen Kontakt mit ihrer Halbschwester Lexie ab. Prestons Mutter ist im Krankenhaus aufgetaucht und will Cristina sprechen. Diese meidet erst den Kontakt mit ihr, doch schließlich lässt sie sich auf ein Gespräch ein und merkt, dass Prestons Mutter ihr wohlgesinnt ist und sie respektiert. Während George überlegt, ob er Callie von seiner Liebschaft mit Izzie erzählen soll, ahnt Callie dies bereits. Derek und Meredith haben nach ihrer Trennung nach wie vor Sex. Für Derek ist dies eigentlich nicht genug, er kann sich aber nicht von Meredith trennen. Callie kämpft nach wie vor mit dem neuen Job und wird nicht respektiert. |           |                            |                                        |                      |                                        |                     |                               |
| 64 | 3         | Die Wahrheit tut weh       | Let the Truth Sting                    | 11. Okt. 2007        | 27. Feb. 2008                          | Dan Minahan         | Mark Wilding                  |
| Meredith will Cristina schonen und erzählt ihr nichts von Derek. Cristina findet diese Rücksichtnahme unangemessen. Meredith überwindet ihre Ablehnung gegenüber Lexie und schildert ihrer Schwester den genauen Verlauf von Eileens Erkrankung und Behandlung. Alex bekommt als neuen Assistenzarzt den 60-jährigen Dr. Norman Shales zugeteilt und weiß nicht mit ihm umzugehen. Er bekommt Rat von Miranda. George ist der Held der neuen Assistenzärzte, weil er schon so viel weiß und immer ruhig bleibt. Alex erzählt ihnen, dass George das Jahr wiederholt. George beichtet Callie seinen Fehltritt mit Izzie. Mark und Richard führen eine riskante Operation durch. Miranda bietet Callie an, sie in ihrem Job zu unterstützen. |           |                            |                                        |                      |                                        |                     |                               |
| 65 | 4         | High Noon                  | The Heart of the Matter                | 18. Okt. 2007        | 5. März 2008                           | Randy Zisk          | Allan Heinberg                |
| Derek und Meredith wollen am Wochenende auf eine kurze Liebesreise fahren. Damit Alex in der Zeit ihre Schicht übernimmt, muss Meredith sich an diesem Tag um Norman kümmern, der einen riesigen Fehler macht, indem er der falschen Frau mitteilt, dass sie sterben wird. Cristina wird von Derek in die Schranken gewiesen, da sie ihre Assistenzärzte und v. a. Lexie abfällig behandelt. Izzie erzählt Alex von ihrem Fehltritt mit George. Alex reagiert darauf verletzt, weil Izzie zwar George, aber nicht ihn wollte. Callie will mit Izzie über den Fehltritt sprechen, doch Izzie missversteht die Situation und bereitet sich auf einen Kampf mit Callie vor. Dies führt zu einer peinlichen Situation für beide Seiten. Callie lässt ihren Frust an einem Patienten aus. Richards Nichte ist wieder im Krankenhaus, weil der Krebs zurückgekehrt ist. Sie lehnt aber jede weitere Behandlung ab. Derek und Lexie freunden sich an. Derek sagt das Wochenende mit Meredith ab, da ihr Verhältnis keine Zukunft hat. Er will zwar versuchen zu warten, bis Meredith bereit für eine Beziehung ist, kann ihr aber nicht versprechen, dass ihm dies gelingen wird. |           |                            |                                        |                      |                                        |                     |                               |
| 66 | 5         | Asche zu Asche             | Haunt You Every Day                    | 25. Okt. 2007        | 19. März 2008                          | Bethany Rooney      | Krista Vernoff                |
| Meredith möchte die Asche ihrer Mutter begraben, doch sie findet keinen geeigneten Ort, an dem sich ihre Mutter wohl gefühlt haben könnte. Schließlich verstreut sie die Asche zusammen mit Richard im OP-Waschbecken. Cristina möchte Prestons Wohnung vermieten und verspricht sie zunächst Richard, der eine neue Bleibe sucht, nachdem Adele die Scheidung eingereicht hat. Callie erzählt allen von George und Izzie. Cristina kann für die beiden nicht das geringste Verständnis aufbringen. Als Richard dann auch noch Dr. Hahn als neue Herz-Thorax-Chirurgin einstellt, lässt Cristina statt Richard Callie bei sich einziehen. Rebecca besucht Alex. Die beiden haben Sex, aber er ist nicht bereit, mit ihr über die Zukunft zu reden. Norman hat einen Schlaganfall, kann gerettet werden und verlässt daraufhin die Chirurgie. Miranda hat Eheprobleme, weil sie den Beruf über ihr Privatleben stellt. Die Krankenschwestern, unter anderem Olivia, verbünden sich gegen den Casanova Mark. |           |                            |                                        |                      |                                        |                     |                               |
| 67 | 6         | Hardcore                   | Kung Fu Fighting                       | 1. Nov. 2007         | 26. März 2008                          | Tom Verica          | Stacy McKee                   |
| Meredith hat Alpträume und stellt fest, dass sie Derek braucht, obwohl sie seine Nähe nicht zulassen kann. Sie erwischt Alex in flagranti mit ihrer Schwester Lexie. Cristina leidet darunter, dass Dr. Hahn ihr Izzie vorzieht. Izzie und George wollen endlich miteinander schlafen, doch Izzie ist zu geschafft. Callie entscheidet sich, George loszulassen. Richard wohnt nun in einem Wohnwagen auf Dereks Grundstück und will mit ihm und Mark einen Männerabend veranstalten. Schließlich lädt er aber auch Dr. Hahn dazu ein. |           |                            |                                        |                      |                                        |                     |                               |
| 68 | 7         | Die richtige Chemie        | Physical Attraction, Chemical Reaction | 8. Nov. 2007         | 2. Apr. 2008                           | Jeff Melman         | Tony Phelan & Joan Rater      |
| Das Verhältnis zwischen Meredith und Lexie, das sich gerade zu bessern angefangen hatte, ist wieder angespannt, da Meredith nicht möchte, dass sich Lexie mit Alex trifft. Als Alex Lexie nach Hause begleitet, merkt er, dass Thatcher nach Eileens Tod ein Alkoholproblem hat. Izzie und George sind unglücklich mit ihrem Sexleben und merken, dass die Chemie zwischen ihnen nicht stimmt. Miranda wird von Callie gebeten, für den Tag ihre Arbeit als Stationsleiterin zu übernehmen. Als Richard bemerkt, dass auf einmal alles gut läuft, entzieht er Callie den Posten und befördert stattdessen Miranda. Cristina, die immer noch unter Dr. Hahns Missachtung leidet, verpasst ihrer Wohnung ein neues Aussehen, um nicht immer an Preston erinnert zu werden. Richard tut sich schwer mit dem Junggesellenleben und braucht Hilfe von Derek. Mark hat ein Auge auf Dr. Hahn geworfen, doch sie ist nicht an ihm interessiert. |           |                            |                                        |                      |                                        |                     |                               |
| 69 | 8         | Ewige Jugend               | Forever Young                          | 15. Nov. 2007        | 9. Apr. 2008                           | Rob Corn            | Mark Wilding                  |
| Merediths Vater kommt in stark alkoholisiertem Zustand mit einer Schnittwunde ins Krankenhaus. Meredith versorgt ihn und ist glücklich, als er sich bei ihr entschuldigt und sich mit ihr versöhnt. Doch Lexie holt sie auf den harten Boden der Tatsachen zurück, indem sie ihr erzählt, dass Thatcher Alkoholiker ist und in betrunkenem Zustand nicht weiß, was er sagt. Derek hat ein Date mit Sydney Heron und lernt die OP-Schwester Rose kennen. Cristina ist endlich Dr. Hahn zugeteilt, ist aber völlig überengagiert. Izzie und George sprechen kaum mehr miteinander und wollen ihre alte Freundschaft wieder zurück. Miranda hat einen alten Collegekameraden, in den sie verliebt war, als Patienten und begreift, dass er sie damals wie heute nur ausgenutzt hat. |           |                            |                                        |                      |                                        |                     |                               |
| 70 | 9         | Ein schwarzer Tag          | Crash into Me (Part 1)                 | 22. Nov. 2007        | 16. Apr. 2008                          | Michael Grossman    | Shonda Rhimes, Krista Vernoff |
| Zwei besetzte Rettungswagen kollidieren vor dem Krankenhaus. Zwei Sanitäter sind eingesperrt und haben schwere Verletzungen. Meredith und Richard kümmern sich um sie. Ein anderer Sanitäter hat Schmerzen im Unterleib, will sich aber weder von Miranda noch von Richard behandeln lassen, sondern möchte einen weißen Arzt. Cristina findet heraus, dass er ein riesiges Hakenkreuz auf den Bauch tätowiert hat. Miranda sowie Cristina, die ihre Stiefgroßeltern in Auschwitz verloren hat, müssen sich überwinden, ihn zu operieren. Miranda lässt dafür ein Mittagessen mit Tucker platzen, was ihre Ehe erneut auf den Prüfstand stellt. Rebecca besucht Alex und Lexie erfährt von den beiden. Meredith möchte nicht, dass Derek sich mit anderen Frauen trifft, kann es ihm aber nicht sagen. Derek freundet sich mit Rose an. Während er den Gehirntumor der Fahrerin des Unfallwagens operiert, fällt der Computer für den Monitor aus. Lexie freundet sich mit einem Patienten an, dessen Halsschlagader in ihrem Beisein platzt. |           |                            |                                        |                      |                                        |                     |                               |
| 71 | 10        | Lebensretter               | Crash into Me (Part 2)                 | 6. Dez. 2007         | 23. Apr. 2008                          | Jessica Yu          | Shonda Rhimes, Krista Vernoff |
| Meredith und Richard können nur einen der beiden Sanitäter in dem Unfallwagen retten. Rose gelingt es, den ausgefallenen Computer in Dereks OP zu reparieren, sodass die Patientin gerettet werden kann. Miranda macht das Hakenkreuztattoo des Rechtsradikalen bei der Operation unkenntlich. Alex wird für eine Woche suspendiert, da er Rebecca von der Galerie aus bei einer Operation zusehen ließ. Meredith sagt Derek endlich, dass sie nicht möchte, dass er sich mit anderen Frauen trifft, er hat in der Zwischenzeit aber schon Rose geküsst. Lexie tut alles, um den Mann mit der geplatzten Halsschlagader zu retten, die Ärzte scheitern aber. Cristina bringt Lexie daraufhin zu Meredith mit und die Halbgeschwister scheinen sich etwas näher zu kommen. George und Izzie sehen ein, dass ihre Beziehung nicht funktionieren wird. |           |                            |                                        |                      |                                        |                     |                               |
| 72 | 11        | Die Heilerin               | Lay Your Hands on Me                   | 10. Jan. 2008        | 30. Apr. 2008                          | John Terlesky       | Allan Heinberg                |
| Im Krankenhaus ist als Patientin eine Heilerin, die andere Patienten durch Handauflegen heilt. Derek überrumpelt Meredith mit Plänen für ein gemeinsames Haus. Als Meredith von dem Kuss zwischen ihm und Rose erfährt, beenden sie ihre Beziehung endgültig. Derek geht daraufhin mit Rose aus. Georges Mutter kommt zu Besuch und erfährt, dass George sich von Callie getrennt hat. Für die christliche Louise ist dies eine Sünde. Mark flirtet mit Erica Hahn, sie möchte Beruf und Privatleben aber trennen. Dafür freunden sich Callie und Erica an. Mirandas Sohn Tuck wird ins Krankenhaus eingeliefert, weil ein Bücherregal auf ihn gefallen ist. Er hat innere Verletzungen. Miranda und Tucker schieben sich gegenseitig die Schuld zu. Miranda sucht Hilfe bei der Heilerin und Tucks Leben kann schließlich gerettet werden. Tucker zieht danach aus. Cristina leidet darunter, dass Erica sie nach wie vor nicht unterrichten will. |           |                            |                                        |                      |                                        |                     |                               |
| 73 | 12        | Wo die wilden Kerle wohnen | Where the Wild Things Are              | 24. Apr. 2008        | 3. Sep. 2008                           | Rob Corn            | Zoanne Clack                  |
| Meredith, Christina, Izzie und Alex liefern sich einen von Miranda angeführten Chirurgie-Wettstreit und hausen schon zwei Wochen im Krankenhaus. Meredith gewinnt den Wettbewerb, da sie einen Tumor frühzeitig erkannt hat, und bekommt dafür den so genannten „Funkelpieper“, mit dem sie nun drei Monate die Operationen der anderen Ärzte übernehmen darf. George und Lexie haben sich eine eigene Wohnung gemietet, die dreckig und voller Kakerlaken ist. Lexie klaut aus dem Krankenhaus, um die Wohnung heimeliger zu machen. Meredith möchte Derek für eine Forschungsreihe zur Heilung von Gehirntumoren gewinnen. Rose und Derek sind ein Paar. Meredith geht zur Krankenhauspsychologin Dr. Katherine Wyatt, schweigt in den Sitzungen aber nur. |           |                            |                                        |                      |                                        |                     |                               |
| 74 | 13        | Ein Teil meines Herzens    | Pieces of My Heart                     | 1. Mai 2008          | 10. Sep. 2008                          | Mark Tinker         | Stacy McKee                   |
| Addison kommt für kurze Zeit ins Seattle Grace Hospital zurück, um bei einer schwierigen Babyherzoperation zu helfen. Sie ist erstaunt, was sich alles verändert hat. Sie rät Meredith, Derek nicht so einfach gehen zu lassen. Izzie ist traurig, dass George und die Anfänger nicht zusammen mit ihr als Vorgesetzter feiern wollen. Addison glaubt, dass zwischen Callie und Erica mehr ist als nur Freundschaft. Als sie Callie darauf anspricht, ist diese völlig irritiert und schleppt daraufhin Mark ab. Rebecca berichtet Alex, dass sie schwanger ist. Er weiß zunächst nicht mit der Situation umzugehen und distanziert sich. Izzie bekommt Rebeccas Blutwerte, die zeigen, dass Rebecca nicht schwanger ist. Erica gesteht Addison, dass sie Cristina deshalb so hart behandelt, weil sie sie an sie selbst erinnert. Merediths und Dereks Forschungsreihe beginnt, der erste Patient stirbt aber. Richard bietet Addison an, wieder im Krankenhaus anzufangen, doch Addison hat Gefallen an der Los-Angeles-Welt gefunden. |           |                            |                                        |                      |                                        |                     |                               |
| 75 | 14        | Lernprozesse               | The Becoming                           | 8. Mai 2008          | 17. Sep. 2008                          | Julie Anne Robinson | Tony Phelan, Joan Rater       |
| Der Streik der Krankenschwestern gegen Mark spitzt sich so weit zu, dass sich der Rat einschalten muss. Dazu gehört auch Adele, die die Krankenschwestern vertritt. Richard stellt George als seinen Pseudo-Assistenten ein, um Adele zu beeindrucken. Schließlich setzt sich Miranda für Mark ein. Die gesamte Krankenhausbelegschaft muss Auskunft geben, mit welchen Personen des Krankenhauspersonals sie geschlafen hat. Davon ausgenommen ist nur Miranda, die sich von Richard gedemütigt fühlt. Die Forschungsreihe von Derek und Meredith ist nach wie vor erfolglos. Meredith versucht sich mit Dereks neuer Beziehung abzufinden. Derek ist dagegen immer noch nicht über Meredith hinweggekommen. Alex und Rebecca schmieden Zukunftspläne. Cristina erfährt, dass Preston einen großen Preis gewonnen hat, sie aber mit keinem Wort erwähnt hat. |           |                            |                                        |                      |                                        |                     |                               |
| 76 | 15        | Das neue Kapitel           | Losing My Mind                         | 15. Mai 2008         | 24. Sep. 2008                          | James Frawley       | Debora Cahn                   |
| Meredith entlässt ihre Psychologin Dr. Wyatt, weil sie ihr unterstellt hat, sie sei suizidal. Am Ende erzählt sie ihr aber, dass ihre Mutter einst einen Selbstmordversuch unternommen hat, als Richard sie verlassen hatte. Cristina versucht, die Enttäuschung über Preston zu überwinden. George hofft darauf, dass Richard ihn die Prüfung wiederholen lässt. Alex erkennt, dass Rebecca tatsächlich nur eine Scheinschwangerschaft durchlebt, und kümmert sich um sie. Die Beziehung von Derek und Rose beginnt zu kriseln. Mirandas Beziehung zu Tucker verschlechtert sich weiter. Richard und Erica operieren den ehemaligen Professor von Richard. Erica muss sich zunächst durchringen, die OP durchzuführen, damit ihr Ruf bei einem Fehlschlag nicht ruiniert wird. Erica küsst Callie, offenbar um Mark zu provozieren, der sein Leben als Casanova aufgeben möchte. |           |                            |                                        |                      |                                        |                     |                               |
| 77 | 16        | Freiheit (Teil 1)          | Freedom (Part 1)                       | 22. Mai 2008         | 1. Okt. 2008                           | Rob Corn            | Shonda Rhimes                 |
| Die Studie von Meredith und Derek soll eingestellt werden, wenn sie bei ihrem letzten Patienten keinen Erfolg vorweisen können. Ihre Patienten sind ein junges Paar, die beide einen Gehirntumor haben. Sie ermöglichen es ihnen, vor der Operation ein erstes Mal miteinander zu schlafen. Mark und Callie verfallen wieder in alte Verhaltensmuster. Die Ärzte müssen sich um einen Jungen kümmern, der sich in ein Becken voll Beton gelegt hat, um ein Mädchen zu beeindrucken. George und Lexie finden Zugang zu den Ausbildungsakten. George erfährt, dass er die Prüfung lediglich wegen eines einzigen Punktes nicht bestanden hat. Derek will sein Land verkaufen, wovon ihm Mark und Richard abraten. Rebecca, um die sich Alex trotz ihrer schweren psychischen Probleme kümmert, schneidet sich die Pulsadern auf. Dr. Wyatt möchte, dass sich Meredith mit dem Selbstmordversuch ihrer Mutter auseinandersetzt. |           |                            |                                        |                      |                                        |                     |                               |
| 78 | 17        | Freiheit (Teil 2)          | Freedom (Part 2)                       | 22. Mai 2008         | 1. Okt. 2008                           | Rob Corn            | Shonda Rhimes                 |
| Richard verteidigt Cristina vor Erica. Dadurch wird Cristina auch netter zu ihrer Schülerin Lexie. George bekommt von Richard die Chance, seine Prüfung zu wiederholen. Alex will Rebecca nicht von einem Psychiater behandeln lassen, Izzie kann ihn aber schließlich davon überzeugen. Rebecca wird in die Psychiatrie eingeliefert. Izzie tröstet Alex und beide küssen sich dabei. Auch Callie erwidert Ericas Kuss. Richard zieht wieder bei Adele ein. Meredith erkennt, dass sich ihre Mutter nicht umbringen wollte. Merediths und Dereks Patient stirbt, sie können aber das Mädchen retten. Sie wollen den Erfolg der Studie zusammen feiern. Meredith baut für Derek auf seinem Land ein Haus aus Lichtern und möchte mit ihm ihre Zukunft verbringen, auch wenn sie Angst davor hat. Die beiden kommen wieder zusammen, jedoch muss Derek sich erst noch von Rose trennen. |           |                            |                                        |                      |                                        |                     |                               |

### Episodenbesonderheiten
Fast jeder Episodentitel bei Grey’s Anatomy ist gleichzeitig ein Liedtitel eines Musikstückes. Außerdem gibt es noch eine Reihe bemerkenswerter Fakten zu jeder Folge.
| Nr. | Episode                    | Anspielung des Originalepisodentitels | Sonstiges |
| --- | -------------------------- | ------------------------------------- | --- |
| 1   | Bambi                      | Sam Cooke – A Chance ist Gonna Come   | Erste Folge der vierten Staffel. Lexie Grey ist ab dieser Folge im Hauptcast vertreten. Zusammenfassung von Richard. Dr. Addison Montgomery hat im Off zwischen Staffel 3 und 4 Seattle verlassen. Neun neue Darsteller sind ab dieser Folge zu sehen, die die neuen Assistenzärzte verkörpern. |
| 2   | Abhängig                   | Family Force 5 – Love Addiction       | Zusammenfassung der Folge erstmals von Callie. Jane Burke ist zum letzten Mal zu sehen. |
| 3   | Die Wahrheit tut weh       | David Gray – Let the Truth Sting      | Zusammenfassung der Folge von Miranda. |
| 4   | High Noon                  | India.Arie – The Heart of the Matter  | Zusammenfassung der Folge von Izzie. Erster englischsprachiger Episodentitel in Deutschland. |
| 5   | Asche zu Asche             | Weezer – Haunt You Every Day          | Zusammenfassung der Folge von Miranda. Dr. Erica Hahn ist ab dieser Folge im Hauptcast vertreten. |
| 6   | Hardcore                   | Carl Douglas – Kung Fu Fighting       | Zusammenfassung der Folge von Derek. |
| 7   | Die richtige Chemie        | Madonna – Physical Attraction         | Zusammenfassung der Folge von Izzie. |
| 8   | Ewige Jugend               | Alphaville – Forever Young            | Zusammenfassung der Folge von Mark. Sydney Heron ist in dieser Folge zum letzten Mal zu sehen. Lauren Stamile als OP-Schwester Rose taucht in dieser Folge zum ersten Mal auf. |
| 9   | Lebensretter               | Dave Matthews Band – Crash into Me    | Zusammenfassung der Folgen von Richard. Doppelfolge. |
| 10  | Lebensretter               | Dave Matthews Band – Crash into Me    | Zusammenfassung der Folgen von Richard. Doppelfolge. |
| 11  | Die Heilerin               | Bon Jovi – Lay Your Hands on Me       | Zusammenfassung von Callie. Miranda ist die Protagonistin dieser Episode und leitet die Offstimme. T. R. Knight als George O’Malley hat in dieser Folge seine 1000ste Szene. Louise O’Malley hat in dieser Folge einen Gastauftritt.                                                            |
| 12  | Wo die wilden Kerle wohnen | Metallica – Where the Wild Things Are | Zusammenfassung der Folge von George. Dr. Katherine Wyatt tritt zum ersten Mal auf. |
| 13  | Ein Teil meines Herzens    | Janis Joplin – Pieces of My Heart     | Keine Zusammenfassung der Folge. Kate Walsh als Addison hat einen Gastauftritt. |
| 14  | Lernprozesse               | Nine Inch Nails – The Becoming        | Zusammenfassung der Folge von Miranda. Die Off-Stimmen sind ein Interview zwischen Meredith und Dr. Wyatt. |
| 15  | Ein neues Kapitel          | Mando Diao – Losing My Mind           | Keine Zusammenfassung der Folge. Tucker Jones ist ein letztes Mal zu sehen. |
| 16  | Freiheit                   | Akon – Freedom                        | Keine Zusammenfassung der Folge. Doppelfolge und viertes Staffelfinale. Letzter Auftritt von Rebecca Pope. |
| 17  | Freiheit                   | Akon – Freedom                        | Keine Zusammenfassung der Folge. Doppelfolge und viertes Staffelfinale. Letzter Auftritt von Rebecca Pope. |

### Sonderereignis: Crossover mitPrivate Practice
Kate Walsh hat in Folge 13 der vierten Staffel von Grey’s Anatomy einen Gastauftritt und berichtet dort auch von ihrem bisherigen Leben in Los Angeles. Somit besteht ein zweites Crossover zwischen den Serien, nachdem dies erstmals in Staffel drei vorkam. 